# Norges vassdrags- og energidirektorat
Norges vassdrags- og energidirektorat (NVE) er en norsk statslig forvaltning underlagt Olje- og energidepartementet. Etaten skal sikre en samlet og miljøvenlig forvaltning af vandløbene i Norge, og skal arbejde for en effektiv kraftomsætning og omkostningseffektive energisystemer, samt bidrage til et effektivt energiforbrug. Hovedkontoret ligger i Majorstuen, Oslo.
I 1994 kom NVE med den første af fire planer over elvsystemer (vassdrag på norsk) som ud fra frilufts-, natur- og miljøværninteresser burde undtages fra kraftudbygning, kaldt Verneplan for vassdrag.
NVE ble grundlagt 1921, ved en sammenlægning af flere etater, i første række Vassdragsvesenet. NVEs første forløber, Canaldirectionen, blev etableret i København i 1804. Opgaverne har gennem navneændringer spejlet samfundets forskellige interesser i søer og elve: fra bådtrafik og tømmerflådning til energiproduktion og økologi.
- Agnar Aas er nuværende vassdrags- og energidirektør.
- 1921-1925 Den første direktør var tidligere statsråd Birger Stuevold-Hansen.

NVE vælger hvert år et Fokusvassdrag som skal tilbageføres til sin naturtilstand i henhold til EU-direktivet.
- 2007 – Nidelvvassdraget
- 2008 – Nesttunvassdraget
- 2009 – Reisavassdraget